# Corbmacher
Corbmacher (ursprünglich Korffmaker, auch Korbmacher) war eine baltendeutsche Familie, die Kaufleute, Bürgermeister und weitere Persönlichkeiten in Reval hervorbrachte.

## Geschichte
Die Herkunft der Familie ist unbekannt. Das älteste erwähnte Familienmitglied war Diederik Korffmacher, der seit 1562 Ratsherr in Reval war, kurz nach der Unterstellung der Stadt unter die schwedische Herrschaft. Dessen Ururenkel Johann Diedrich Corbmacher wurde 1690 in den schwedischen Adelsstand erhoben. Mit dessen Sohn Constans von Corbmacher starb die Familie 1731 im männlichen Stamm aus. Die Familie war in der Estländischen Ritterschaft immatrikuliert.
Die Familie Corbmacher besaß Güter in Finn (um 1612), Habbinem (um 1612–nach 1700), Terrefer (um 1684–nach 1731) und Pirck (um 1684).

## Familienmitglieder
- Diederik Korffmaker († 1591), Kaufmann, 1562 Ratsherr in Reval, 1584 Bürgermeister, 1587 präsidierender Bürgermeister, verheiratet mit Anna Baade
  - Diederik Korffmaker († 1620), Kaufmann, 1612 Ältermann der Großen Gilde in Reval, 1617 abgesetzt, verheiratet mit von Brakel (1.) und Gertrud von Kawer (2.)
    - Diederik Corbmacher († 1654), Kaufmann, 1647 Ältermann der Großen Gilde, verheiratet mit Christina Pegau 
      - Constans Corbmacher († 1680), 1673 Bürgermeister von Reval, 1674, 1679 präsidierender Bürgermeister, verheiratet mit Catharina Fonne
        - Johann Diedrich (von) Corbmacher († 1702), Jurist, 1678 Ratssekretär, 1684 Ratsherr, 1690 Justizbürgermeister, am selben Tag in den schwedischen Adelsstand erhoben, verheiratet mit Catharina Rodde
          - Catharina zur Mühlen (* 1692), Ehefrau von Conrad Hermann zur Mühlen in Reval
          - Constans von Corbmacher († 1731), schwedischer Hauptmann, starb in Stockholm ohne Nachkommen